# Березівка 1
Березівка 1 (біл. вёска Бярозаўка 1) — село в складі Червенського району Мінської області, Білорусь. Село підпорядковане Лядівській сільській раді, розташоване в центральній частині області.